# Peter Samuel Schilling
Pour l’article homonyme, voir Schilling.
Peter Samuel Schilling (né le 10 avril 1773 à Juliusburg, mort le 15 décembre 1852 à Breslau) est un entomologiste prussien.

## Biographie
Après des études au lycée de Hirschberg, il étudie la théologie à Halle-sur-Saale jusqu'en 1795, puis la philologie. De 1795 à 1797, il est professeur d'une pension de Bunzlau. En 1798, il enseigne l'histoire naturelle au lycée Sainte-Marie-Madeleine de Breslau. En 1843, il est mis à la retraite.
Pendant qu'il est enseignant, il publie des revues et des livres pour l'éducation générale des enfants et des jeunes. De 1801 à 1806 paraît la publication jeunesse Emil, oder belehrende Unterhaltungen für die Jugend, illustrée de gravures sur cuivre. Le matériel contient de la géographie, de l'histoire, de la technologie, de l'histoire naturelle et des récits de voyage. Scènes d'enfants, anecdotes, énigmes et problèmes d'arithmétique s'y mêlent. Les guerres de Coalitions et le manque de ventes conduisent à l'arrêt de la publication. Il en fait un nouveau en 1810 Schlesischen Kinderfreund, qui est également interrompu en raison de la faible demande. D'autres publications sont Das Mikroskop zur Verbreitung menschlicher Kenntnisse (1803), Museum der Natur (1834 et 1835) et Grundriss der Naturgeschichte für Gymnasien (1838). Début 1840, Schlesischen Kinderfreund est décliné en bimensuel. Les livrets sont illustrés de planches en couleurs (lithographies). Le journal est abandonné après le deuxième volume en 1842.

## Activité scientifique
Pendant son temps libre, P. S. Schilling se consacre à la recherche de la faune d'insectes de son pays natal. Il est membre de l'Association d'entomologie de la Société silésienne pour la culture de la patrie. Il publie un certain nombre de ses contributions scientifiques, dont, en 1829, un article important, « Hemiptera Heteroptera Silesiae systematice disposuit », qui contient la description originale de plusieurs taxons d'hétéroptères (punaises), notamment celui de la famille des Lygaeidae. Schilling a décrit des genres importants comme Rhopalus ou Heterogaster, et des espèces caractéristiques comme Rhyparochromus vulgaris, Brachycarenus tigrinus, ou Platyplax salviae (ceb).
Un certain nombre d'espèces ont été nommées en son honneur, comme Dibolia schillingii (Letzner, 1847).